# ديف إليوت
ديف إليوت (بالإنجليزية: Dave Elliott)‏ (10 فبراير 1945 في المملكة المتحدة - ) هو مدرب كرة قدم ولاعب كرة قدم بريطاني في مركز الوسط. لعب مع نادي بانغور سيتي ونيوبورت كونتي.

## وصلات خارجية
- ديف إليوت على موقع قاعدة بيانات كرة القدم.إي يو (الإنجليزية)